# 會澤正志齋

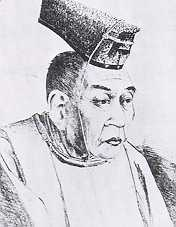
會澤正志齋

會澤正志齋（日语：会沢 正志斎，1781年6月5日—1863年8月27日），日本江戶時代後期水戶學民族主義思想家。
1799年，參與彙編《大日本史》。
1825年，撰写了新論，如德川國防政策和西方船隻對日本的潛在威脅。他還試圖描述為什麼西方國家變得如此強大；在他看來西方人用宗教強制群眾的一致。他認為，日本將需要採用自己的國教，並討論國體的概念。他的新論對未來的尊王攘夷運動有重大影响。
1840年，成為水戶學講道館大學頭，但在1844年被德川齊昭因藩政改革問題被逼退隱，在1849年被赦免復官。
1863年（文久3年）在水戶自宅死去，享年82岁。墓所位於茨城縣水戶市本法寺。